# Frida Lanius

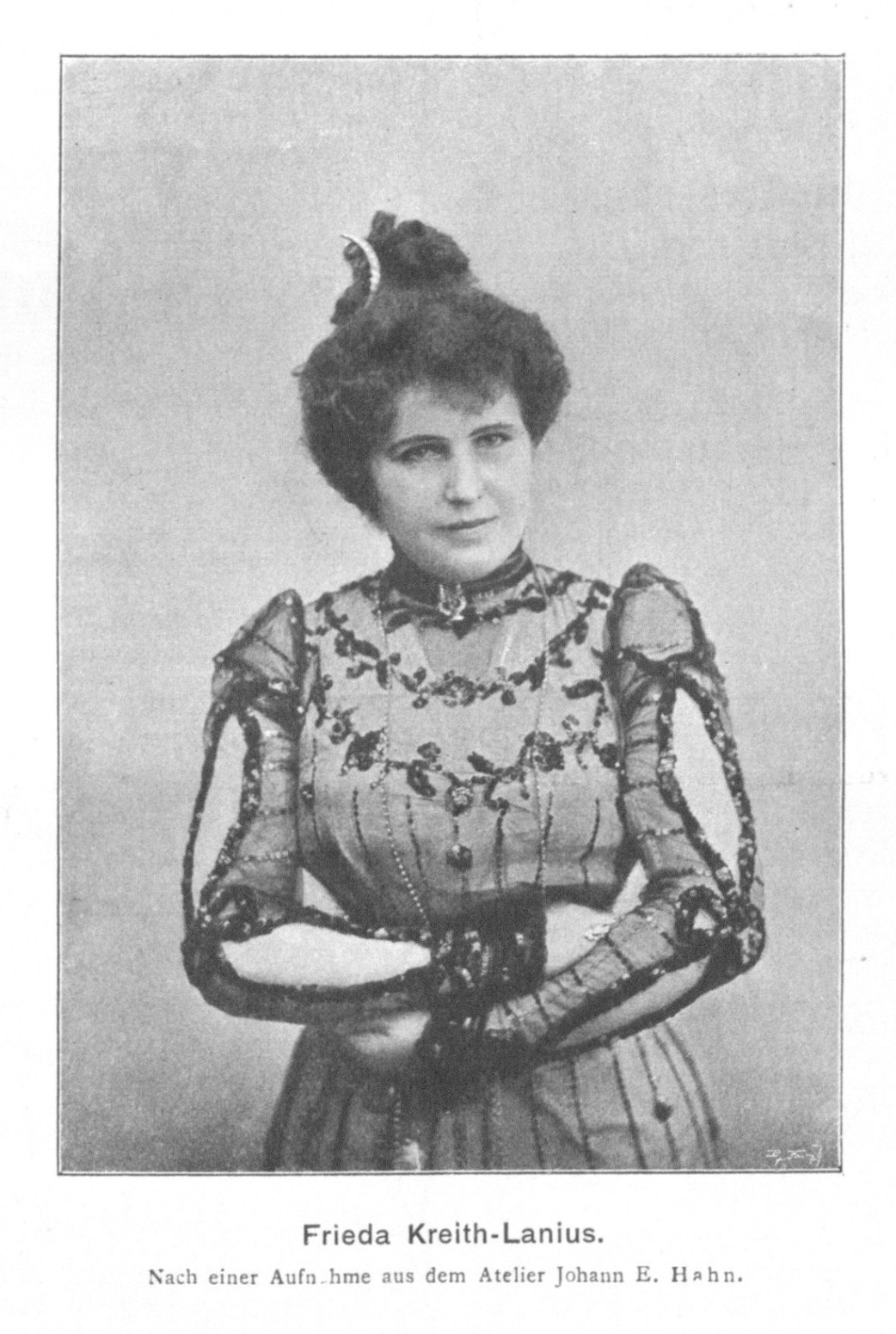
Frieda Kreith-Lanius im Jahre 1902

Frida Lanius, verheiratete Frida Kreith-Lanius (* 6. Mai 1865 in Augsburg; † 9. November 1929 in Wien) war eine deutsche Theaterschauspielerin.

## Leben
Frida Lanius war die Tochter des Schauspielerehepaares Christian Lanius und Antonie Krägel. Obzwar sie schon als dreijähriges Kind auf der Bühne stand, wurde sie doch im Kloster erzogen, das sie, noch nicht 16 Jahre alt, verließ, um sich der Bühnenlaufbahn zu widmen. Zuerst war sie auf ganz kleinen ostpreußischen Theatern beschäftigt, kam dann nach Preßburg und Linz, wirkte 1890 bis 1892 am Landestheater in Graz, 1892 bis 1893 in erster Stellung am Landestheater in Breslau und wurde bei Gründung des Raimundtheaters an diese Bühne verpflichtet. 1895 verließ sie diese Bühne und trat in den Verband des Schillertheaters in Berlin, wo sie bis 1897 verblieb. Dann wirkte sie zwei Jahre am Volkstheater in Wien, sodann kurze Zeit am Thaliatheater in Hamburg, von wo sie ans Kaiserjubiläums-Stadttheater in Wien engagiert wurde. 1902 trat Lanius in den Verband des Hofburgtheaters, woselbst sie als „Goneril“ in „Lear“ debütierte (21. Februar), konnte sich aber dort nicht durchsetzen.
Von 1906 bis 1910 wirkte sie in Brünn, von 1910 bis 1915 war sie gastierend an verschiedenen Bühnen zu sehen. Von 1915 bis 1923 wirkte sie erneut in Brünn.
Verheiratet war sie ab 1900 mit dem Schauspieler Hans Kreith.